# Кашубский дивизион пограничных кораблей
Кашубский дивизион пограничных кораблей (пол. Kaszubski Dywizjon Okrętów Pogranicza), по документам в/ч 2503 (JW 2503) и в/ч 3180 (JW 3180)  — морское подразделение Войск охраны пограничья, с 1972 года — подразделение ВМС Польши. Размещалось в Гданьске.

## История
Приказом Министерства национальной обороны № 055/org. от 20 марта 1948 года в составе 4-й бригады охраны пограничья была сформирована флотилия быстроходных кораблей с базой в Гданьске по штату 94/3.
Приказом Министерства государственной безопасности № 043/org. от 3 июня 1950 года эта флотилия была преобразована в морскую флотилию Гданьска (пол. Flotylla Morską Gdańsk) и вошла в состав 16-й бригады ВОП. В 1951 году она претерпела очередное преобразование по штату 098/8, получив название Дивизион кораблей пограничья Гданьска (пол. Dywizjon Okrętów Pogranicza Gdańsk) и номер в/ч 2503. В последующие годы дивизион претерпел ещё множество организационных изменений.
Весной 1958 года дивизион вошёл в состав Кашубской бригады ВОП. В 1961 году дивизиону присвоен позывной «Жемчужина» (пол. Perła). В 1965 году по штату 7/59 получил название 31-го дивизиона пограничных кораблей (пол. 31 Dywizjon Okrętów Pogranicza) и номер в/ч 3180. Согласно распоряжению начальника Генерального штаба Войска польского № 041/org. от 14 марта 1967 года, как Кашубский дивизион ОП был передан в подчинение Морской бригаде пограничных кораблей.
В соответствии с распоряжением начальника Генерального штаба Войска польского № 052/org. от 17 сентября 1971 года в следующем году дивизион перешёл под командование ВМС Польши.
В 1991 году включён в состав морского отряда Пограничной стражи.
Среди командиров дивизиона упоминаются командиры-подпоручики Алексы Шигаров (1951—1954) и Влодзимеж Лазарев (1954—?).

## Корабли на вооружении
В 1948—1957 годах на вооружении Кашубского дивизиона находился патрульный катер KP-1.
В течение 1957 года произошли следующие изменения в списке кораблей:
- 8 марта принят на вооружение патрульный корабль OP-201
- 14 марта приняты на вооружение четыре моторные лодки типа M-14 (номера M-55, M-56, M-57 и M-58)
- 11 мая списан и отправлен на слом патрульный катер KP-6
- 14 июня переданы произведённые верфью Stocznia Północna три патрульных катера (тип KP), которым 9 июля были присвоены номера KP-112, KP-113 и KP-114
- 19 июля для нужд Лиги друзей солдат[пол.] передан KP-1

В 1958 году произошли следующие изменения в списке кораблей:
- в первой половине приняты на вооружение катера KP-116, KP-117, KP-118, KP-119, KP-120 и KP-121
- 15 апреля приняты на вооружение семь моторных лодок типа M-14 (номера M-59, M-60, M-76, M-77, M-78, M-79 и M-80)
- 29 июля переданы Щецинскому дивизиону K-112 и K-113
- в ноябре приняты на вооружение патрульные катера KP-222 и KP-128

В 1959 году произошли следующие изменения в списке кораблей:
- 6 апреля для нужд отделения Лиги друзей солдат[пол.] переданы патрульные катера KP-21, KP-19, KP-4 и KP-2
- 28 апреля переданы Щецинскому дивизиону патрульные катера KP-114, KP-116 и KP-117
- 13 июля отправлено на слом судно DP-3
- 17 сентября принят на вооружение корабль OP-205
- 28 сентября списана яхта Wopista (затонула)

По состоянию на конец 1965 года на вооружении дивизиона состояли:
- патрульные корабли проекта 912[пол.]: OP-205 Neptun, OP-210 Cirus, OP-212 Wega и OP-301 Fala[пол.]
- патрульные катера проекта 361S: KP-111, KP-112, KP-113, KP-114, KP-115, KP-116, KP-117, KP-118
- патрульные катера проекта 361T: KP-118, KP-119, KP-120, KP-121, KP-122, KP-123, KP-124, KP-125, KP-126, KP-127, KP-128
- патрульный катер KP-34
- моторные лодки и вспомогательное судно

С июля 1989 по конец 1990 года в составе Кашубского дивизиона нёс службу корвет «Кашуб».